# Nathalie Kubalski
Nathalie Kubalski (Dinslaken, 3 de septiembre de 1993) es una jugadora alemana de hockey sobre césped.

## Trayectoria
Kubalski debutó con la selección de Alemania en 2018. En 2019 llegó a semifinales de la Pro League, pero perdió contra Países Bajos. En el partido por el tercer lugar venció a Argentina, en los penales. Fue subcampeona de la Pro League 2023/24, por detrás de Países Bajos. Tuvo su primera participación olímpica en los Juegos Olímpicos de París 2024, donde avanzó hasta cuartos de final y perdió contra Argentina, en los penales, después de empatar 1 a 1.